# 만년이 지나도 변하지 않는 게 있어
"만년이 지나도 변하지 않는 게 있어"(月老)는 2021년 공개된 타이완의 판타지 로맨틱 드라마 영화이다.

## 출연
- 커전둥 - 샤오룬 역
- 송운화 - 홍징칭(샤오미) 역
- 왕징 - 핑키 역
- 마지상 - 귀두성 역